# Pristaan
Pristaan is een organische verbinding met als brutoformule C19H40. De stof komt voor als een olieachtige transparante vloeistof, die onoplosbaar is in water. Het bevat 1 koolstofatoom minder dan fytaan.

## Voorkomen
Pristaan is een natuurlijk voorkomend verzadigd terpenoïde, dat, zoals squaleen, een bestanddeel vormt (tot 14%) van leverolie uit haaien (pristis is Latijn voor haai). Verder komt het nog voor in zoöplankton, zeekreeften en walvissen. Het wordt ook teruggevonden in sommige minerale oliën.

## Stereoisomerie
Pristaan bezit twee asymmetrische koolstofatomen (op plaats 6 en 10), die daarmee een chiraal centrum vormen. In de natuurlijk voorkomende vorm bezit het ene koolstofatoom een R-configuratie en het andere een S-configuratie. Het is een meso-verbinding en bezit een inversiecentrum in koolstofatoom 8. Door de aanwezigheid van de twee stereocentra op koolstofatoom 6 en 10 is de (natuurlijk voorkomende) verbinding niet chiraal.

## Toepassingen
In de industrie wordt het als smeermiddel, als corrosie-inhibitor en als transformatorolie gebruikt.